# 1175

## Догађаји
- Краљ Хенри II почиње отворено да живи са својом љубавницом Розамунд Клифорд, што изазива сумње у њихову везу и отуђује Хенријеву жену, краљицу Елеонору од Аквитаније. Елеонора од Аквитаније је у кућном притвору у замку Олд Сарум у Вилтширу.
- Виндзорски споразум: Високи краљ Руаидри Уа Конхобаир одриче се своје титуле и пристаје да се покори Хенрију II као вазал Конахта у Ирској.
- Зима – Масакр у Абергавенију завршава се смрћу неколико велшких племића, по наређењу лорда Вилијама де Браоса.
- Под адмиралима клана Бану Марданиш, флота Алмохада трпи велики пораз од Португалаца, док покушавају да поново освоје Лисабон.
- Основан је Универзитет у Модени и Ређо Емилији у Италији.
- 22. мај – Група исмаилских атентатора добија приступ Саладиновом логору и покушава да га убије током опсаде Алепа. Али његов телохранитељ му спасава живот, остали су убијени док покушавају да побегну.
- Кинески двор оснива неколико фабрика папирног новца у градовима Ченгду, Хангџоу и Хуиџоу. Само у Хангџоуу дневно ради више од 1.000 људи.
- Намајанско краљевство, формирано конфедерацијом барангаја, достиже свој врхунац на Лузону (данас Филипини).
- Гроф Ремон од Триполија поставља Виљема од Тира за канцелара Јерусалима и изабран је за надбискупа Тира.

## Рођења
- Фреска Светог Саве из манастира Милешева.Википедија:Непознат датум — Свети Сава, српски архиепископ. (†1236)